# بوزي
 بوزي قرية تقع في ولاية سنار بالسودان وهي إحدى  مناطق الزراعة الالية المطرية الشهيرة في ولاية سنار والسودان.

## الموقع
تقع جنوب الدالي وشمال المزموم وشرق  قرى  ابوقرود والمجاور و أبو عريف.

## الإدرة
تتبع  بوزي لمحلية الدالي والمزموم، 

## النشاط الإقتصادي
يسود نشاطها الاقتصادي الزراعة وتربية المواشي  وأهم المحاصيل هي:
السمسم
سورغم
الدخن
الصمغ العربي
بها اعداد كببرة من الثروة الحيوانية من بينها:الأغنام والضان والأبقار و الإبل. 

## الخدمات
وتشمل المياه والكهرباء والإتصالات